# Piotr Stramowski
Piotr Stramowski (ur. 17 września 1987 w Warszawie) – polski aktor. Rozpoznawalność zapewnił mu udział w realizacjach Patryka Vegi.

## Życiorys

### Wczesne lata
Urodził się w Warszawie. Wychowywał się w Nowej Iwicznej. Jego matka była głównym konserwatorem zabytków w pałacu w Wilanowie, przez lata była kustoszem i prowadziła własne galerie, a jego ojciec jest informatykiem. Chciał być fizykiem i astronomem, a potem archeologiem, zanim w końcu pomyślał o aktorstwie. Jego najlepszym przyjacielem od 14. roku życia był Sebastian Fabijański, z którym przez rok studiował w Wyższej Szkole Komunikowania i Mediów Społecznych im. Jerzego Giedroycia w Warszawie o profilu aktorskim. Sztuką, kulturą i teatrem zainteresował się dopiero w Państwowej Wyższej Szkole Teatralnej im. Ludwika Solskiego w Krakowie, którą ukończył w roku 2012 i obronił dyplom aktorski dzięki roli w sztuce Babel 2 Elfriede Jelinek w reżyserii Mai Kleczewskiej. Spektakl ten otrzymał nagrodę dla zespołu aktorskiego i realizatorów na XXIX Festiwalu Szkół Teatralnych w Łodzi. Na tym samym roku studiów byli: Maria Dejmek, Jakub Gierszał, Adriana Kalska, Mateusz Kościukiewicz, Marcin Kowalczyk, Dawid Ogrodnik i Katarzyna Zawadzka.

### Kariera
W 2009 wystąpił gościnnie w dwóch odcinkach serialu Siostry. W latach 2012–2014 był związany z Teatrem Polskim w Bydgoszczy. Występował tam w spektaklach: Truskawkowa niedziela Kathariny Gericke i Artura Pałygi, Burza i Podróż zimowa Elfriede Jelinek w reżyserii Mai Kleczewskiej, Wiśniowy sad Pawła Łysaka jako Jermołaj Aleksejewicz Łopachin, Trędowata. Melodramat Wojciecha Farugi, Skąpiec Eweliny Marciniak jako Walery, Wesele Marcina Libera jako Dziennikarz i Stańczyk. Współpracował też z teatrami warszawskimi: Dramatycznym, Na Woli, Powszechnym, IMKA, Żydowskim i „Polonia”.
Przez trzy sezony grał psychiatrę Szymona Dryla w operze mydlanej TVP2 Na dobre i na złe (2012-2015). W dramacie W spirali (2015), opowiadającym o kryzysie w małżeństwie dwójki filmowców, zagrał po raz pierwszy ze swoją przyszłą żoną Katarzyną Warnke. Dzięki roli komisarza Dariusza Wolkowskiego „Majami” z irokezem w dwóch produkcjach Patryka Vegi – Pitbull. Nowe porządki (2016) i Pitbull. Niebezpieczne kobiety (2016) stał się jednym z najbardziej rozpoznawalnych polskich aktorów. Później Patryk Vega obsadził go w roli handlującego francuskimi serami Michała w Botoksie (2017), a następnie w Kobietach mafii (2018). Jednak w 2018 za występ w Botoksie Stramowski zdobył dwa Węże dla najgorszego aktora i za najgorszy duet z Marietą Żukowską.
Ma na swoim koncie również doświadczenia w dubbingu, m.in. czytał audiobook autorstwa Patryka Vegi pt. Złe psy. Był na okładkach magazynów takich jak „Live & Travel” (w maju 2016), „Logo” (w listopadzie 2016, w sierpniu 2019), „Gentleman” (w lipcu 2017), „Men’s Health” (w styczniu 2016 i w marcu 2018) i „Gala Men” (w grudniu 2019).
W 2016 powrócił na scenę w roli Nicka w sztuce Kto się boi Virginii Woolf? Edwarda Albeego w reż. Jacka Poniedziałka w Teatrze „Polonia”. Po udziale w mrocznym kryminale Prawdziwe zbrodnie (Dark Crimes, 2016) u boku Jima Carreya, popularność wśród telewidzów TVN zdobył jako Dariusz Zimoląg vel Dario Boretti, konkurent Jacka Majchrzaka (w tej roli Wojciech Zieliński) w serialu Na noże (2016). W komedii Filipa Zylbera Po prostu przyjaźń (2016) wcielił się w Kamila, którego przyjaźń z Grześkiem, granym przez Macieja Zakościelnego, zostaje wystawiona na próbę.
W dreszczowcu historycznym Katyń. Ostatni świadek (The Last Witness, 2017) o zbrodni katyńskiej z perspektywy Brytyjczyków zagrał razem z Robertem Więckiewiczem, Alexem Pettyferem, Michaelem Gambonem i Talulah Riley. W 2018 wystąpił w kilku skeczach w programie SNL Polska. W komedii romantycznej Bartosza Prokopowicza Narzeczony na niby (2018) wystąpił jako skromny taksówkarz. Przez sześć miesięcy trenował i z wielkim poświęceniem przygotowywał się do roli zawodnika MMA Tomasza Janickiego w dramacie przygodowo-sportowym Fighter (2019), gdzie zagrał u boku Mikołaja Roznerskiego, choć początowo jego ekranowym partnerem miał być Eryk Lubos.
W latach 2021–2022 wcielał się w rolę detektywa Pawła Millera w serialu TVN i Playera pt. Tajemnica zawodowa. W 2022 otrzymał angaż do głównej roli w serialu Polsatu pt. Bracia.
Wiosną 2023 został uczestnikiem osiemnastej edycji programu rozrywkowego telewizji Polsat Twoja twarz brzmi znajomo.

## Życie prywatne
W 2013 poznał aktorkę Katarzynę Warnke, z którą się ożenił 30 lipca 2016. Mają córkę Helenę (ur. 9 września 2019). 12 października 2022 wydali oświadczenie o rozstaniu. Sąd orzekł ich rozwód 16 października 2023.

## Filmografia

### Filmy fabularne
| Rok  | Tytuł                                       | Rola                                | Reżyser                       |
| ---- | ------------------------------------------- | ----------------------------------- | ----------------------------- |
| 2013 | Moje miejsce we śnie (film krótkometrażowy) |                                     | Dariusz Landowski             |
| 2015 | W spirali                                   | Krzysztof                           | Konrad Aksinowicz             |
| 2015 | Test (film krótkometrażowy)                 | asystent zielony                    | Teresa Czepiec                |
| 2016 | Po prostu przyjaźń                          | Kamil                               | Filip Zylber                  |
| 2016 | Pitbull. Nowe porządki                      | komisarz Dariusz Wolkowski „Majami” | Patryk Vega                   |
| 2016 | Pitbull. Niebezpieczne kobiety              | Darek „Majami”                      | Patryk Vega                   |
| 2016 | Prawdziwe zbrodnie (Dark Crimes)            | policjant obsługujący wariograf     | Alexandros Avranas            |
| 2017 | Katyń. Ostatni świadek (The Last Witness)   | Andrzej Nowak                       | Piotr Szkopiak                |
| 2017 | Botoks                                      | Michał                              | Patryk Vega                   |
| 2017 | Czerwony punkt (film krótkometrażowy)       | zabójca                             | Patryk Vega                   |
| 2018 | Odnajdę cię                                 | Grzegorz Szutra                     | Beata Dzianowicz              |
| 2018 | Tamtej nocy (film krótkometrażowy)          | Łukasz Bobiński                     | Pat Howl                      |
| 2018 | Narzeczony na niby                          | Szymon Pawłowski                    | Bartosz Prokopowicz           |
| 2018 | Kobiety mafii                               | Michał Marecki „Żywy”               | Patryk Vega                   |
| 2019 | Sługi wojny                                 | komisarz Samborski „Sambor”         | Mariusz Gawryś                |
| 2019 | Solid Gold                                  | Adamski                             | Jacek Bromski                 |
| 2019 | Fighter                                     | Tomasz Janicki                      | Konrad Maximilian             |
| 2020 | Bad Boy                                     | „Twardy”                            | Patryk Vega                   |
| 2020 | Pętla                                       | Dawid Kostecki „Cygan”              | Patryk Vega                   |
| 2021 | Small World                                 | Roman                               | Patryk Vega                   |
| 2022 | Mój dług                                    | Hektor                              | Denis Delić                   |
| 2022 | Miłość na pierwszą stronę                   | Robert Drzewiecki                   | Maria Sadowska                |
| 2023 | Zielona granica                             | Maciek                              | Agnieszka Holland             |
| 2023 | Cały ten seks                               | Marek Myciński                      | Tomasz Mandes                 |
| 2023 | Pokusa                                      | Maks Wygoda                         | Maria Sadowska                |
| 2024 | Nieprzyjaciel                               | Bruno                               | Michał Krzywicki              |
| 2025 | Sami w domu                                 |                                     | Maria Sadowska                |
| 2025 | Oskar, Patka i złoto Bałtyku                | aktor                               | Magdalena Nieć, Mariusz Palej |

### Seriale
| Rok       | Tytuł                        | Rola                                                          | Uwagi                                |
| --------- | ---------------------------- | ------------------------------------------------------------- | ------------------------------------ |
| 2009      | Siostry                      | chłopak                                                       | odc. 5 i 6                           |
| 2010      | Hotel 52                     | sprzedawca                                                    | odc. 9                               |
| 2010      | Chichot losu                 | kelner                                                        | odc. 12                              |
| 2011      | Ojciec Mateusz               | barman w „Arizonie”                                           | odc. 83                              |
| 2011–2012 | Julia                        | „Szczota”                                                     | odc. 37-38, 51                       |
| 2012      | Przepis na życie             | nauczyciel golfa                                              | odc. 40 i 41                         |
| 2012–2015 | Na dobre i na złe            | psychiatra Szymon Dryl                                        |                                      |
| 2013      | 2XL                          | Robert Wielgosz, podwładny Agaty                              |                                      |
| 2014      | Komisarz Alex                | Mateusz Rygier                                                | odc. 73                              |
| 2014      | To nie koniec świata         | doktor Adam Tomczyński                                        |                                      |
| 2015      | Ojciec Mateusz               | Kacper Kromer, brat Igora                                     | odc. 175                             |
| 2016      | Na noże                      | Dariusz Zimoląg vel Dario Boretti, konkurent Jacka Majchrzaka |                                      |
| 2017      | Telefon 110 (Polizeiruf 110) | Bartosz Kowalski                                              | odc. 7 pt. „Das Beste für mein Kind” |
| 2018      | Kobiety mafii                | Michał Marecki „Żywy”                                         |                                      |
| 2018      | Botoks                       | Michał                                                        | odc. 3-6                             |
| 2018      | Chyłka. Zaginięcie           | mec. Adam Kosmowski                                           | 1, 4, 5                              |
| 2019      | Żmijowisko                   | Robert                                                        |                                      |
| 2019      | Ultraviolet                  | Jakub Szeląg                                                  | 11, 12                               |
| 2019      | Świat według Kiepskich       | żołnierz                                                      | odc. 556 pt. „Zamach”                |
| 2020      | Bez skrupułów                | Adamski, człowiek Kaweckiego                                  |                                      |
| 2020      | Bad Boy                      | „Twardy”                                                      |                                      |
| 2020–2021 | Tatuśkowie                   | Jaro Szarek                                                   |                                      |
| 2021–2022 | Tajemnica zawodowa           | Paweł Miller                                                  |                                      |
| 2023      | Bracia                       | Piotr Dobrowolski                                             |                                      |
| od 2023   | Przyjaciółki                 | Borys                                                         |                                      |
| od 2025   | Szpital św. Anny             | doktor Maciej Bilewicz                                        |                                      |

### Dubbing
- 2017: Smerfy: Poszukiwacze zaginionej wioski – Osiłek
- 2021: Eternals – Dane Whitman[22]

## Nagrody i nominacje
| Rok  | Nagroda                                          | Kategoria                                             | Tytuł         | Rezultat  |
| ---- | ------------------------------------------------ | ----------------------------------------------------- | ------------- | --------- |
| 2013 | Grand Prix 12. Festiwalu Prapremier w Bydgoszczy | dla zespołu aktorskiego i realizatorów przedstawienia | Podróż zimowa | Wygrana   |
| 2016 | Gwiazda Plejady                                  | Debiut roku                                           | –             | Nominacja |
| 2018 | Wąż                                              | Najgorsza rola męska                                  | Botoks (2017) | Wygrana   |
| 2018 | Wąż                                              | Najgorszy duet na ekranie z Marietą Żukowską          | Botoks (2017) | Wygrana   |